# Belpre (Kansas)
Belpre – miasto położone w Hrabstwie Edwards, w stanie Kansas, w Stanach Zjednoczonych. W 2010 roku liczyło 84 mieszkańców.